# Mike Phiromphon
Mike Phiromphon (Thai: ไมค์ ภิรมย์พร, provincie Udon Thani, 8 juli 1966) is een Thais musicus.
Phiromphon zingt in verscheidene Thaise muziekstijlen zoals luk thung en mor lam. In 1995 begon hij als zanger met het lied Khan Lang Kor Lao. Een ander bekend lied is Klab Kham Sa Lar.

## Discografie

### Albums
- 1995 - "Kan Lang Kor Lao"
- 1996 - "Nam Ta Lon Bon Toe Jeen"
- 1997 - "San Ya Rak Kon Rod"
- 1997 - "Hua Jai Loei Tua"
- 1998 - "Ya Jai Khon Jon"
- 1999 - "Khai Raeng Taeng Nang"
- 1999 - "Tang Bieang Ya Sieang Dean"
- 2000 - "Nuei Mai Khon Dee"
- 2001 - "Nak Sue Mor Sam"
- 2002 - "Duai Raeng Haeng Rak"
- 2003 - "Rong Riean Lang Jan"
- 2004 - "Pha Khao Bon Ba Sai"
- 2005 -"Kam Lang Jai Nai Waew Ta"
- 2006 - "Me Hua Jai Wai Rak Ther"
- 2007 -"Yang Rak Kan Yoo Rue Plao"
- 2009 - "Pro Lok Nee Mee Ther"
- 2009 - "Bon Sen Tang Sai Derm"
- 2012 - "Mai Sai Kern Roe"
- 2018 -"Bon Thanon Sai Khon Dee"
- 2019 - "Status Bor Koei Pliean"